# Richard Seelmaecker

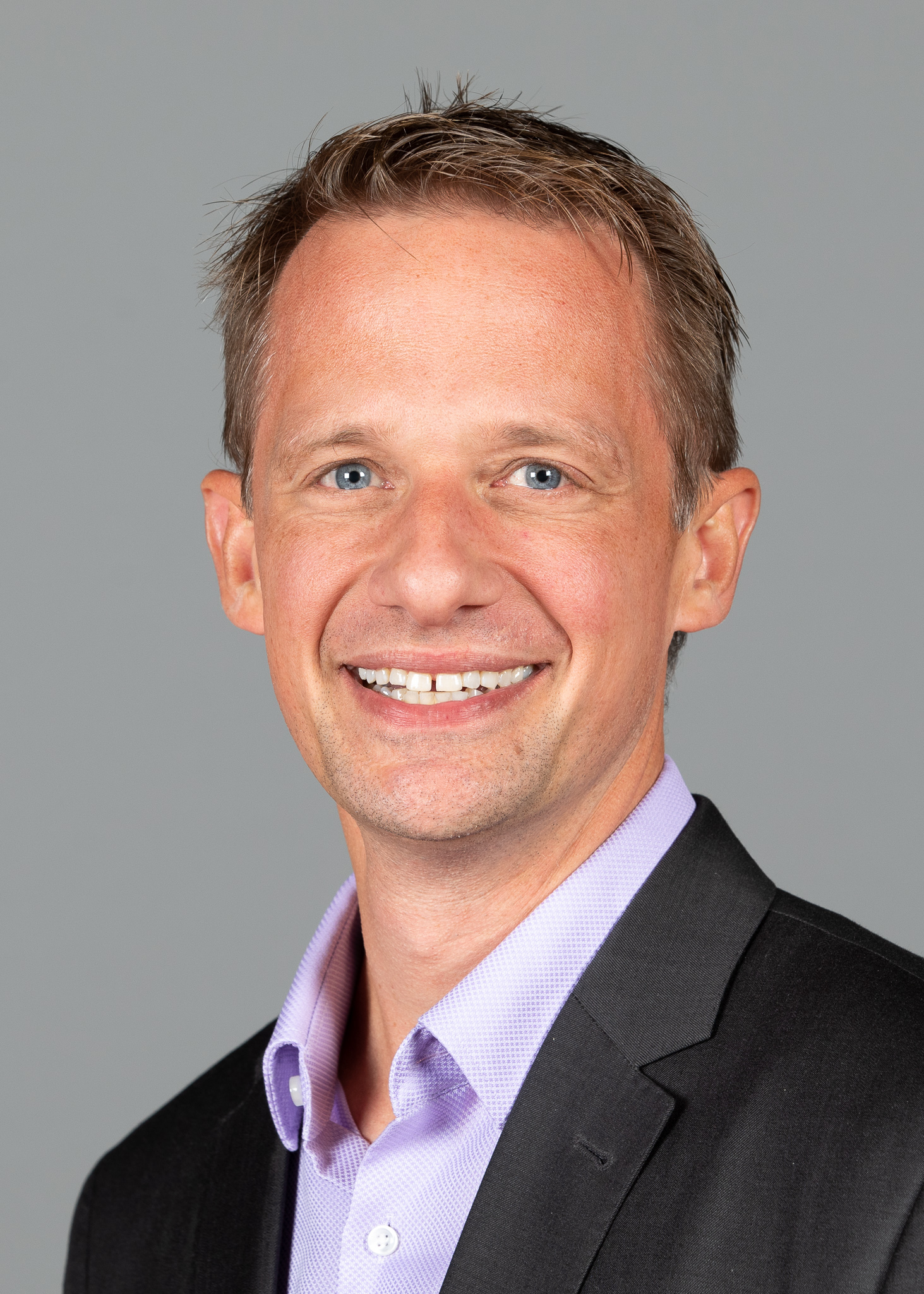
Richard Seelmaecker 2018

 Richard Seelmaecker (* 12. Februar 1973 in Hamburg) ist ein deutscher Politiker der Hamburger CDU.

## Leben
1990 machte Richard Seelmaecker seinen High-School-Abschluss in Lehi (Utah/USA). Es folgte 1993 sein Abitur am Albert-Schweitzer-Gymnasium in Hamburg. 1999 legte er sein erstes juristisches Staatsexamen in Hamburg und 2002 das zweite in Hannover ab. Seit 2002 arbeitet er als selbstständiger Rechtsanwalt und Sozius in der Kanzlei Dres. Seelmaecker & Seelmaecker in Hamburg. Er ist verheiratet und Vater von drei Kindern.

## Politik
Seelmaecker trat 1995 der CDU bei und war von 1996 bis 2008 wissenschaftlicher Mitarbeiter. Von 1994 bis 1997 fungierte er als stellvertretender Landesvorsitzender des Ring Christlich-Demokratischer Studenten (RCDS) und als Landesschatzmeister. Von 2002 bis 2008 war er Mitglied des Ortsausschusses Fuhlsbüttel / Langenhorn und dort ab 2004 Fraktionsvorsitzender. Zudem war er von 2004 bis 2008 Mitglied der Bezirksversammlung Hamburg-Nord und stellvertretender Fraktionsvorsitzender.
Von 2008 bis 2011 war Seelmaecker Mitglied der Hamburgischen Bürgerschaft. Er wurde auf Platz zwei der CDU-Liste im Wahlkreis Fuhlsbüttel – Alsterdorf – Langenhorn gewählt. In der Bürgerschaft war er für seine Fraktion im Innenausschuss, Rechtsausschuss sowie im Verfassungs- und Bezirksausschuss vertreten. Zudem übernahm er die Funktion als Fachsprecher für Gerichte/Opferschutz. 2010 wurde er in die Kommission des Hamburger Senats zur Neuordnung der Hamburgischen Verwaltung berufen. 2011 bis 2015 war er Sprecher der CDU-Deputierten der Deputation der Behörde für Stadtentwicklung und Umwelt, Mitglied des Vergabeausschusses und des Personal- und Haushaltsausschusses. Bei der Bürgerschaftswahl 2015 erreichte Seelmaecker mit 12.818 Stimmen ein Direktmandat in seinem Wahlkreis und kehrte nach vier Jahren Abstinenz in die Bürgerschaft zurück. Dort ist er seit dem Justizpolitischer Sprecher der CDU-Bürgerschaftsfraktion sowie Mitglied im Ausschuss für Justiz und Datenschutz, Schulausschuss, Familien-, Kinder- und Jugendausschuss sowie im Europaausschuss. Seelmaecker ist seit 2010 stellvertretendes Mitglied des Richterwahlausschusses.
Am 23. Februar 2020 gelang Seelmaecker erneut der Einzug in die Hamburgische Bürgerschaft.